# جیکوب برکلی-آگیپونگ
جیکوب برکلی-آگیپونگ (انگلیسی: Jacob Berkeley-Agyepong؛ زادهٔ ۲۹ مارس ۱۹۹۷) بازیکن فوتبال اهل انگلستان است.
وی همچنین در تیم ملی فوتبال گرنادا بازی کرده‌است.